# Boksen

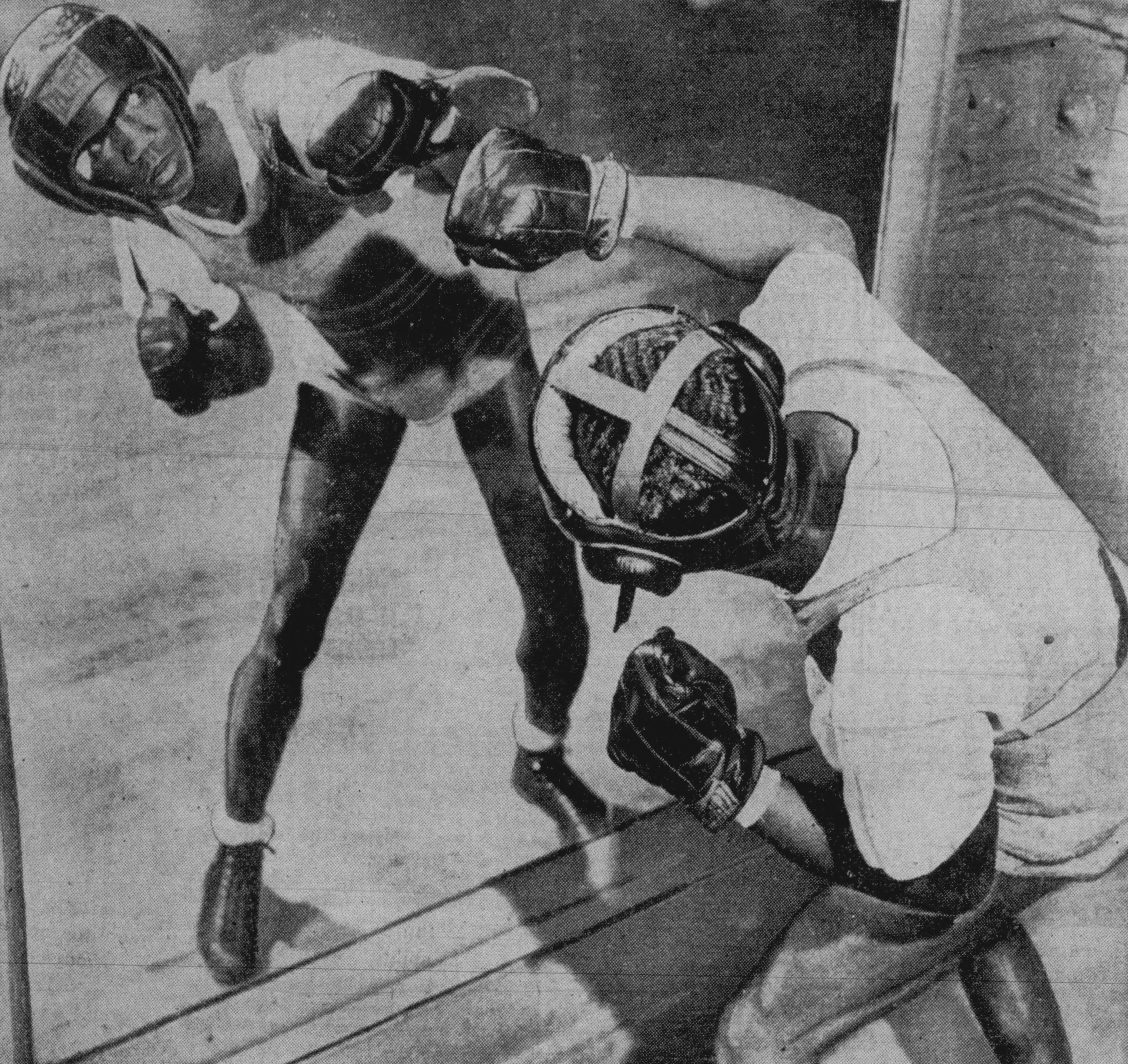
Amerikaans bokser Chalky Wright aan het oefenen voor de spiegel

Boksen, of pugilistiek, is een tactische vechtsport waarbij ringinzicht, de coördinatie van voeten, ogen en handen, en conditie centraal staan. 
Twee tegenstanders proberen punten te scoren door elkaar op de juiste trefvlakken te raken, of te winnen op bijvoorbeeld een knock-out (KO). Dat kan door enkele stoten of combinatie van verschillende stoten; de directe stoot, de opstoot en de hoek. Kracht is evenveel nodig als pure snelheid om een tegenstander zowel snel en hard te kunnen raken. Naast het traditionele mannenboksen worden ook bokskampioenschappen voor vrouwen gehouden.  

## Regels
Slechts slagen of stoten met de gesloten vuist boven de gordel zijn toegestaan. Verder is verboden: bukken beneden de gordel van de tegenstander, vasthouden, worstelen, slingeren, vasthouden aan de ringtouwen, beentje lichten, trappen of schoppen, kopstoot geven, bijten, het geven van een knietje, slaan op de achterkant van het hoofd en het aanvallen van een tegenstander die 'neer' is.

## Wedstrijdverloop
Een bokswedstrijd verloopt over meerdere ronden van enkele minuten. De hoeveelheid ronden en minuten is afhankelijk van het type wedstrijd (amateur, professioneel en/of kampioenschap). Elke wedstrijd wordt geleid door een scheidsrechter, die met de deelnemers in de ring staat. Een jury kent punten toe; wie de tegenstander knock-out (KO) slaat of de meeste punten verzamelt, is de winnaar.
Bij het olympisch boksen is het tijdsverloop van de wedstrijden als volgt:
- N-klasse: 3x2 minuten
- C-klasse: 3x2 minuten
- B-klasse: 3x3 minuten
- A-klasse: 3x3 minuten

Er zijn 12 rondes die moeten worden uitgevochten bij professionele vechters.
Er wordt tijdens de meeste amateurbokswedstrijden gewerkt met de "box-pointer". De boxpointer is een computersysteem dat de punten telt wanneer de juryleden op hun kastje drukken voor een bepaalde bokser (rode of blauwe hoek). Wanneer er meerdere juryleden, 3 van de 5 of meer, op hetzelfde moment drukken wordt er een punt toegekend.
Wanneer het puntenverschil voor de laatste ronde oploopt tot groter dan 20 bij de mannen of groter dan 15 bij de vrouwen, wordt de wedstrijd gestaakt en is de bokser die achter staat "overclassed".
- Polygoonjournaal uit 1935. Nederlandse amateurboksers behalen de overwinning op Duitsland (13-3)
- Polygoonjournaal uit 1946. Bokswedstrijd tussen Willy Quentemeyer en Leon Fouguet in een boksring in gebouw Carré te Amsterdam

## Categorieën
De amateurwedstrijdboksers worden onderverdeeld in elf gewichtsklassen, te weten:
1. lichtvlieggewicht: t/m 48 kg
2. vlieggewicht: t/m 51 kg
3. bantamgewicht: t/m 54 kg
4. vedergewicht: t/m 57 kg
5. lichtgewicht: t/m 60 kg
6. lichtweltergewicht: t/m 64 kg
7. weltergewicht: t/m 69 kg
8. middengewicht: t/m 75 kg
9. halfzwaargewicht: t/m 81 kg
10. zwaargewicht: t/m 91 kg
11. superzwaargewicht: 91+ kg

De dameswedstrijdboksers worden onderverdeeld in veertien gewichtsklassen, te weten:
1. t/m 46 kg
2. t/m 48 kg
3. t/m 50 kg
4. t/m 52 kg
5. t/m 54 kg
6. t/m 57 kg
7. t/m 60 kg
8. t/m 63 kg
9. t/m 66 kg
10. t/m 70 kg
11. t/m 75 kg
12. t/m 80 kg
13. t/m 86 kg
14. 86+ kg

Daarnaast zijn wedstrijdboksers ook onderverdeeld in klassen. Seniorboksers zijn als volgt onderverdeeld:
- Senior N(nieuwelingen)-klasse; zijn de senioren, die nog geen 3 wedstrijden hebben gewonnen;
- Senior C-klasse; zijn de senioren, die 3 t/m 7 wedstrijden hebben gewonnen;
- Senior B-klasse; zijn de senioren, die 8 t/m 12 wedstrijden hebben gewonnen;
- Senior A-klasse; zijn de senioren, die 13 of meer wedstrijden hebben gewonnen.

Elke klasse heeft in elke gewichtscategorie een eigen kampioen. Zie ook Voeding bij gewichtsklassesporten.
Profboksers worden ingedeeld in de volgende gewichtsklassen:
1. Supervlieggewicht: -52,16 kg
2. Bantamgewicht: -53,52 kg
3. Superbantamgewicht: -55,34 kg
4. Vedergewicht: -57,15 kg
5. Supervedergewicht: -58,97 kg
6. Lichtgewicht: -61,23 kg
7. Superlichtgewicht: -63,50 kg
8. Weltergewicht: -66,68 kg
9. Superweltergewicht: -69,85 kg
10. Middengewicht: -72,57 kg
11. Supermiddengewicht: -76,20 kg
12. Halfzwaargewicht: -79,38 kg
13. Cruisergewicht: -90,7 kg
14. Zwaargewicht: Geen Limiet/Geen ondergrens.

Ook bij de professionals heeft elke gewichtsklasse een eigen kampioen.

## Kleding en bescherming

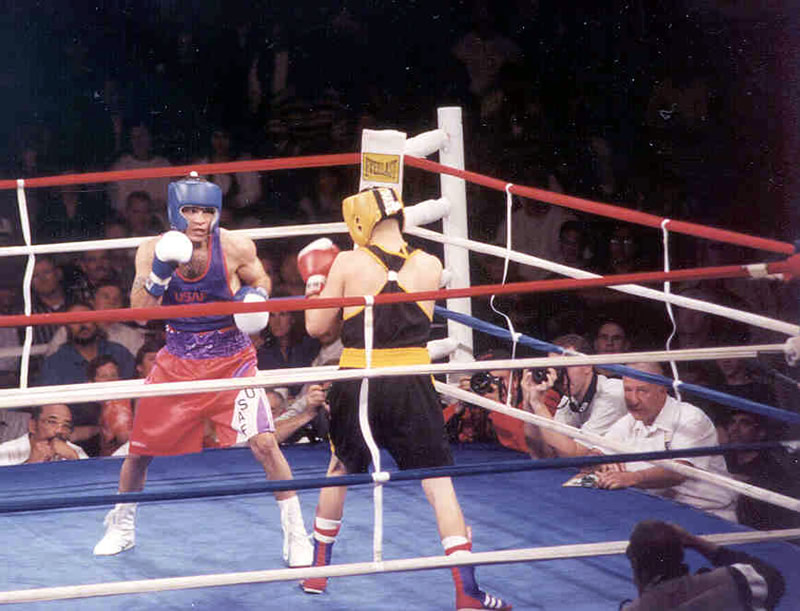
Twee boksers van de Amerikaanse luchtmacht tijdens een toernooi in 2004

Boksers zijn verplicht bokshandschoenen te dragen en ook de overige kleding is aan voorschriften onderworpen. Bij wedstrijden in het olympisch boksen is het dragen van een hoofdbeschermer sinds 2021 niet meer verplicht voor mannen. De door de AIBA (Association Internationale de Boxe Amateur) goedgekeurde handschoenen en beschermers zijn voorzien van een AIBA stempel.
Ook zijn boksers verplicht om een bitje in te doen. Dit beschermt de kaken en de tanden. Ook wordt meestal het gebruik van bandage aangeraden. Dit is voor de versteviging van de polsen en voor de bescherming van belangrijke botjes in de hand. Op een zak moeten speciale handschoenen worden gebruikt, de zogenaamde zakhandschoenen. Voor gevechten worden stoothandschoenen gebruikt, die iets groter en sterker zijn. Meestal worden er in een wedstrijd stoothandschoenen gebruikt met veters. Hierdoor blijft de handschoen op zijn plaats en kan hij beter worden aangetrokken. Het gewicht van de wedstrijdhandschoenen is 10 oz, dat staat gelijk aan 0,284 kg. Handschoenen die tijdens de training gebruikt worden wegen meestal 14 of 16 oz, dat is 0,397 of 0,455 kg. Ook zijn speciale boksschoenen verplicht voor wedstrijdboksers, ze beschermen je enkels. 
Bij boksers kan door het veelvuldig incasseren van klappen tegen het hoofd permanente schade aan de hersenen ontstaan. Een lichte of zware hersenschudding wordt veroorzaakt door een plotseling snelheidsverschil tussen de hersenen en de schedel, bijvoorbeeld door een klap of val op het hoofd. Een hersenschudding veroorzaakt geen blijvend letsel en is met alleen rust te genezen. Een hersenkneuzing heeft dezelfde oorzaak, maar hierbij is er wel minimale schade aan de hersenen zichtbaar, onder andere op een MRI-scan. Bij beroepsboksers bestaat het risico op blijvend letsel door een groot aantal opeenvolgende hersenkneuzingen. Een periode van bewusteloosheid "knock out" of verwarring na de wedstrijd is een indicatie van een lichte of zwaardere hersenbeschadiging.
De organisatie van Amerikaanse artsen, de "American Medical Association" en hun Britse collega's in de "British Medical Association", hebben beiden opgeroepen tot een verbod op boksen. Zij onderbouwden deze oproep met statistieken over hersenletsel bij professionele boksers. De "American Academy of Neurology" heeft in zijn 59e "Annual Meeting" aangetoond dat ook amateurboksers kans op hersenletsel lopen.